# Reakcja Jarischa-Herxheimera
Reakcja Jarischa-Herxheimera (reakcja Herxheimera, reakcja Łukasiewicza-Jarischa-Herxheimera lub Herx) – zachodzi, kiedy z zabitych antybiotykiem bakterii (najczęściej z krętków) zostaje wydzielona toksyna.
Toksyna jest stopniowo wydalana przez wątrobę lub nerki, a objawy reakcji Herxheimera pojawiają się, gdy te narządy nie nadążają z wydalaniem toksyny. Objawami reakcji Herxheimera może być gorączka, bóle głowy, dreszcze, bóle mięśniowe i kostne, świąd, nudności i wymioty oraz wysypki skórne. W reakcji Herxheimera wykazano wzrost CRP, TNF, interleukiny-6 i interleukiny-8.
Reakcja Jarischa-Herxheimera pojawia się w leczeniu kiły (następuje szybko w ciągu 60–90 minut po podaniu antybiotyku), duru powrotnego, leptospirozy, brucelozy, boreliozy (rozwija się zwykle po kilku dniach leczenia i jest bardzo rozciągnięta w czasie), duru brzusznego, wąglika, choroby Whipple’a, gorączki Q, włośnicy, trądu i gruźlicy. Wydaje się, że może także występować w leczeniu chlamydii i lejszmaniozy, choć tu dowody na jej istnienie są słabsze.
Reakcja Jarischa-Herxheimera szczególnie szybko i dramatycznie przebiega u chorych na kiłę i charakteryzuje się najczęściej:
- gorączką do 40 °C
- dreszczami
- przejściowym nasileniem się zmian kiłowych
- obfitymi potami
- spadkiem ciśnienia tętniczego krwi
- sinicą

Reakcja ta w przypadku kiły nie trwa zazwyczaj dłużej niż 24 godziny i jest na ogół niegroźna. Do rzadkich powikłań należą:
- drgawki i porażenia u chorych z kiłą układu nerwowego
- skurcze a czasem przedwczesny poród u ciężarnych

Wystąpienie reakcji Jarischa-Herxheimera u pacjentów z nierozpoznaną kiłą lub inną chorobą powodującą reakcje Herxheimera, a leczonych antybiotykiem z innego powodu częstokroć prowadzi do błędnego rozpoznania objawów ubocznych antybiotyku lub uczulenia – tak więc wystąpienie wymienionych wyżej objawów jest wskazaniem do diagnostyki w kierunku wyżej wymienionych chorób.